# Космос между нами
«Ко́смос ме́жду на́ми» (англ. The Space Between Us) — американский научно-фантастический фильм режиссёра Питера Челсома. Фильм вышел в прокат в США 3 февраля 2017 года.
Фильм получил номинацию на премию «Teen Choice Awards» в категории «Choice Movie Actress: AnTEENcipated» (Бритт Робертсон).

## Сюжет
Недалёкое будущее. Компания «Genesis» под руководством Натаниэля Шеперда отправляет экспедицию под командованием Сары Эллиот на Марс. Во время полёта Сара начинает плохо себя чувствовать. Оказывается, что она беременна. По прибытии на экспериментальную колонию на Марсе Сара рожает мальчика, но умирает при родах. Понимая, что мир не должен узнать о происшествии, Шеперд решает сохранить информацию в тайне. Натаниэль решает отправиться на Марс, но его отговаривают, так как у Шеперда серьёзная болезнь костей и опасность чрезмерной нагрузки из-за высокой, сравнительно с марсианской, силы тяжести.
Проходит 16 лет. Подросток Гарднер Эллиот (сын Сары) живёт в колонии и дружит с астронавтом Кендрой. Эллиот общается в Интернете с земной девушкой Талсой, в которую влюблён. Талса даже не догадывается, что парень живет на Марсе. Однако Эллиоту нельзя лететь на Землю, ведь его организм привык к марсианской гравитации. Гарднер просматривает видео своей мамы и замечает на них своего отца. Он один выезжает на марсоходе к могиле своей матери, но марсоход переворачивается, и Гарднер повреждает скафандр. Его спасает появившаяся Кендра. Она объясняет ему, что на Марсе нет его матери, здесь только её могильная плита.
На Земле Шеперда посещают представители «Genesis». Шеперд разговаривает через Интернет с Кендрой, которая предлагает сделать Гарднеру операцию, чтобы тот мог полететь на Землю. Ему делают операцию, и тот отправляется на Землю вместе с Кендрой. В космопорте их встречает Натаниэль вместе с сотрудниками компании. Гарднеру проводят анализы, которые доказывают, что он не может находиться на Земле, иначе умрёт. Однако герой сбегает от Шеперда и встречается с Талсой. Она приводит его в дом своего опекуна, но появляются Шеперд и Кендра, которые пытаются уговорить Гарднера вернуться, однако он отказывается, и вместе с Талсой улетает на самолёте её опекуна, но вскоре у них заканчивается топливо, и самолёт падает. Героям удаётся из него выбраться, прежде чем самолёт врезается в амбар и взрывается. Гарднера и Талсу считают мёртвыми, однако Натаниэль решает продолжить поиски, так как тела не были обнаружены.
Талса и Гарднер крадут автомобиль и отправляются искать отца Гарднера. В пути девушка чуть не ссорится с парнем. Герои добираются до Аризоны, где проводят вместе ночь в пустыне. На следующий день они находят шамана, который женил родителей Гарднера, и узнают местонахождение отца парня - городок Саммерлэнд (Калифорния). По пути Талса и Гарднер заезжают в Лас-Вегас, где Гарднер теряет сознание. Девушка доставляет его в больницу, но врачи не могут ему ничем помочь. Рентгенограмма показывает необычную структуру костей юноши и Талса понимает, что он говорил правду, рассказывая, что родом с Марса. Когда герою становится лучше, он вместе с Талсой снова ворует автомобиль, и они едут к его отцу.
Герои прибывают на виллу отца Гарнднера, но «отец» говорит, что является братом Сары и, следовательно, он не отец, а дядя Гарднера. Гарднеру снова становится плохо, и он, чувствуя, что скоро умрёт, решает утопиться. Талса пытается его спасти, но у неё не выходит. Его спасают прибывшие Кендра и Шеперд. Натаниэль признаётся, что он и есть настоящий отец Гарднера. Гарднера решают поднять на шаттле Dream Chaser на орбиту Земли, где ему станет лучше, однако пилот шаттла отказывается это сделать. Тогда Шеперд берёт управление на себя, несмотря на свою смертельную болезнь. Гарднера спасают, а Шеперд каким-то чудом не умирает от болезни.
В конце фильма Гарднер и Шеперд летят на Марс. Кендра предлагает Талсе пожить у неё на ферме, пока той не исполнится 18 лет. В финале нам показывают Талсу, которая тренируется для полёта на Марс. Фильм заканчивается речью Гарднера, который стоит вместе с Натаниэлем на поверхности Марса: «На Земле мне очень понравилось, но всё-таки дома лучше».

## В ролях
- Эйса Баттерфилд — Гарднер Эллиот
- Бритт Робертсон — Талса
- Карла Гуджино — Кендра
- Гэри Олдмен — Натаниэль Шеперд
- Брэдли Вонг — директор Генезиса Чен
- Джанет Монтгомери — Сара Эллиот
- Скотт Такеда — доктор Гэри Лох
- Колин Игглсфилд — брат Сары

## Производство
Съёмки фильма начались в Альбукерке, Нью-Мексико 14 сентября 2015 года.